# Muras
Muras ist eine spanische Gemeinde (Concello) mit 600 Einwohnern (Stand: 2024) in der Provinz Lugo der Autonomen Gemeinschaft Galicien.

## Geografie
Muras liegt am nordwestlichen Rand der Provinz Lugo an der Grenze zur Nachbarprovinz A Coruña, ca. 55 Kilometer nördlich der Provinzhauptstadt Lugo.
Umgeben wird Muras von den sieben Nachbargemeinden:
| Mañón (A Coruña)                         | Ourol                                       | O Valadouro |
| As Pontes de García Rodríguez (A Coruña) | Kompassrose, die auf Nachbargemeinden zeigt | Abadín      |
| Xermade                                  | Vilalba                                     |             |

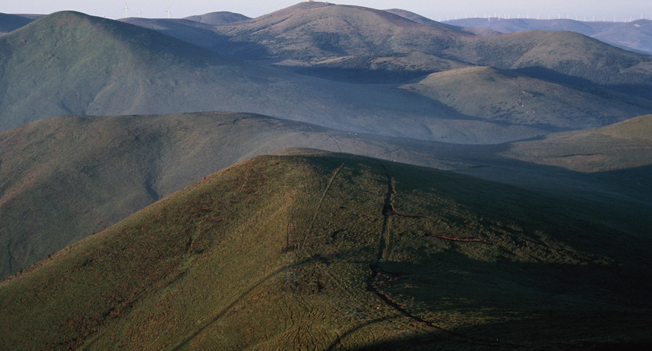
Blick auf die Serra do Xistral mit dem gleichnamigen Berg

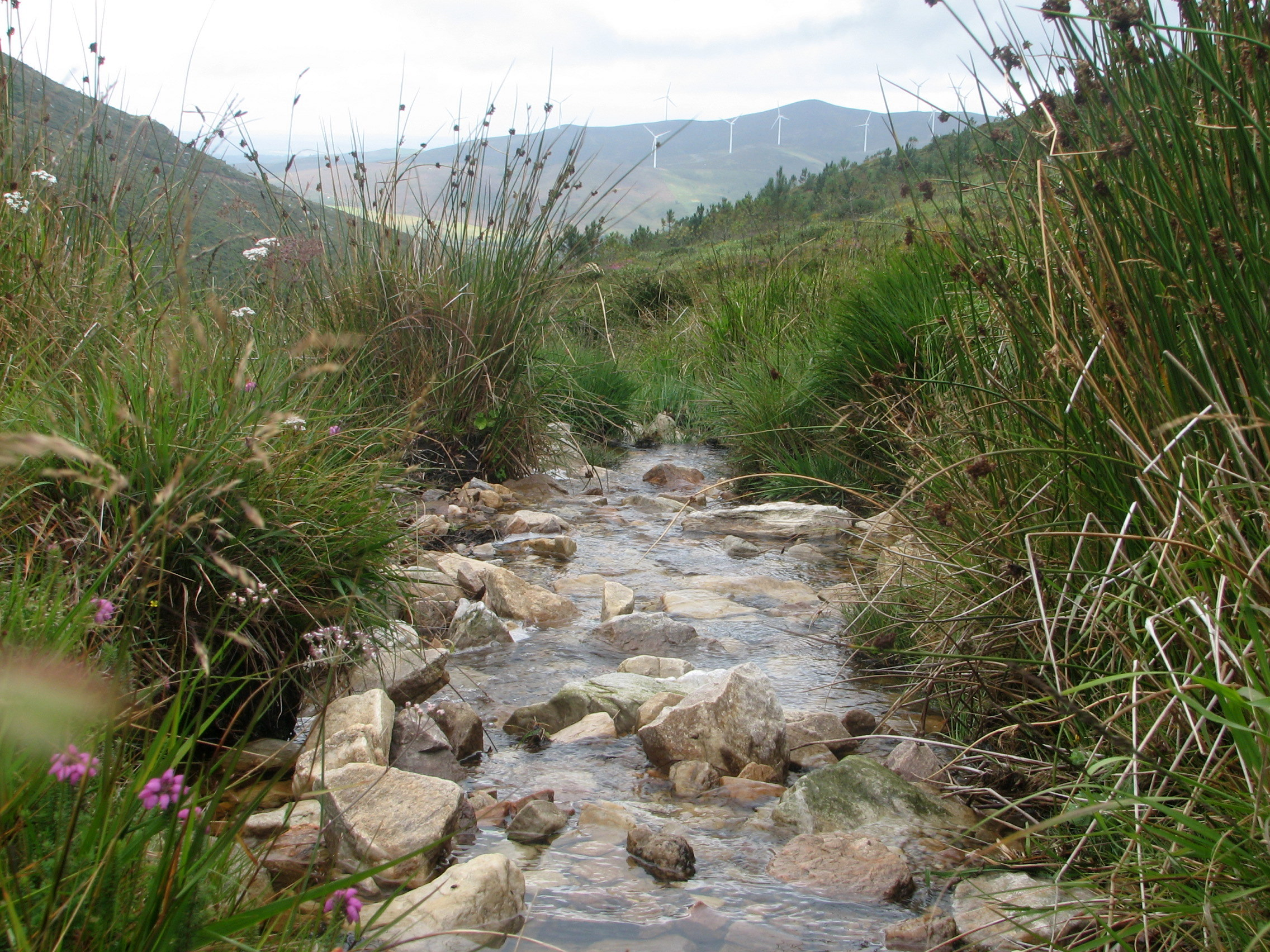
Quelle des Río Landro

Das landschaftliche Profil der Gemeinde ist hügelig mit höheren Erhebungen an der östlichen Grenze zu Abadín in Form der Serra do Xistral mit den Bergen Alto de Onselar (1043 m), Xistral (1032 m) und Seixo Branco (1023 m) und im Zentrum mit dem Monte Gurisado (928 m).
Die Quellflüsse des Río Eume entspringen im östlichen Gebiet der Gemeinde in der Serra do Xistral, verlassen sie in Richtung der Nachbargemeinde Abadín, vereinigen sich zum Río Eume. Dieser tritt nach wenigen Kilometern an der äußersten Südostspitze des Gemeindegebiets ein. Er fließt zunächst in westlicher, dann südlicher Richtung und bildet abschnittsweise die natürlichen Grenzen zur südlichen Nachbargemeinde Vilalba und zur westlichen Nachbargemeinde As Pontes de García Rodríguez.
Der Río Sor entspringt in der Nachbargemeinde As Pontes de García Rodríguez, fließt in nördlicher Richtung und bildet zu einem großen Teil die natürliche Grenze zu dieser Nachbargemeinde.
Der Río Landro entspringt auf dem Gemeindegebiet am Westhang der Serra do Xistral und bewässert nordwärts fließend das östliche Gebiet der Gemeinde.

## Bevölkerungsentwicklung der Gemeinde
Nach einem Höhepunkt der Gemeindegröße mit über 3500 Einwohnern zu Beginn des Betrachtungszeitraums um 1860 sank die Zahl der Bevölkerung ab 1940 stetig bis derzeit unter 1000. Allein zwischen 1981 und 1991 verlor die Gemeinde ungefähr ein Drittel ihrer Einwohner.

## Gemeindegliederung
Die Gemeinde Muras ist in acht Parroquias gegliedert:
| Parroquias | Patrozinium  | Einwohner 2024 | Fläche km² | Dichte Einw./km² | Höhe msnm | Ortskennzahl |
| ---------- | ------------ | -------------- | ---------- | ---------------- | --------- | ------------ |
| Ambosores  | Santa María  | 6              | 4,44       | 1                | 0         | 27033010000  |
| A Balsa    | Santa María  | 73             | 16,46      | 4                | 700       | 27033020000  |
| O Burgo    | Santa María  | 68             | 21,07      | 3                | 544       | 27033030000  |
| Irixoa     | San Xillao   | 28             | 10,18      | 3                | 649       | 27033040000  |
| Muras      | San Pedro    | 272            | 54,05      | 5                | 477       | 27033050000  |
| Silán      | Santo Estevo | 58             | 25,42      | 2                | 473       | 27033060000  |
| O Sisto    | Santa María  | 8              | 1,27       | 6                | 0         | 27033070000  |
| O Viveiró  | Santa María  | 87             | 31,23      | 3                | 598       | 27033080000  |

Der Sitz der Gemeinde befindet sich im Ort Muras in der gleichnamigen Parroquia.

## Geschichte
Es gibt ein halbes Dutzend Stätten aus dem Ende des Jungpaläolithikums, als Galicien ein Expansionsgebiet für die Aurignacienser war (18.000 bis 9000 v. Chr.). Aus der Mittelsteinzeit sind eine Mámoa und zwei Medoñas in As Louseiras und O Burgo erhalten. Es gibt auch Hinweise auf diese Zeit durch Ortsnamen wie Chao de Medelas und Chao de Modia.
Der galicische Schriftsteller Emilio Pascual behauptet, dass Griechen und Phönizier hierher kamen. Andere Hinweise auf diese Siedlungen sind Toponymie und Castros wie Picheira, Paredes und Corrusco no Xisto, Castro de Xalgaiz und Castro do Coto.
Aus dem Mittelalter ist bekannt, dass Familien, die von Mateo Fernández de Muras, dem Kampfgefährten von König Ramiro I. (842–850) von Asturien, abstammen, hier ihre Heimat fanden. 1391 verpachtete der Bischof von Mondoñedo Juan Freire de Andrade das Haus Torre de Muras mit Land und Bediensteten.
Im 19. Jahrhundert erlebte die Gemeinde eine gewisse industrielle Blüte, als jahrzehntelang eine Eisenhütte, eine Glas- und Flaschenfabrik und das Wasserkraftwerk „Electra-Muresa“ angesiedelt waren.
1908 kam in die Stadt das erste Postauto und es gab eine kulturelle Wiederbelebung mit der Gründung der Zeitungen „O Eco Murense“ im Jahr 1914 und „Progreso Murés“ im Jahr 1915.
Im 19. und 20. Jahrhundert zogen viele Einheimische nach Kuba und als Ergebnis dieser Auswanderung wurde 1924 „La Unión Murense de la Habana“ geboren, der Ursprung des Festes der „Virxe do Cobre“ (Jungfrau aus Kupfer), der Schutzpatronin der Karibikinsel. 1954 kaufte dieser Verein ein Bild, das in unsere Stadt reiste und seitdem werden im Juni die Feste des Heiligen Petrus und der Jungfrau von Kupfer gefeiert.

## Sehenswürdigkeiten
- Casa Forte de Muras

Die Casa Forte de Muras ist heute als Fraga do Castelo bekannt. Laut einigen Historikern gehörte sie den Grafen von Lemos. Einige seiner Überreste befinden sich im Pfarrhaus der Pfarrei und in den Mauern von Privathäusern. In der Parroquia Silán wird ein Teil des Hausturms aus dem 15. Jahrhundert aufbewahrt.
- Kirchen
  - Santa María da Balsa, aus dem 12. und 13. Jahrhundert. Es bewahrt gotische Elemente und Renaissance-Zusätze.
  - Santa María de Viveiro. Hervorzuheben ist der Portikus und im Inneren drei Altarbilder. Die Kirche birgt eine Schnitzerei der romanischen Tradition.
  - San Pedro de Muras. Es wurde 1678 erbaut und beherbergt ein silbernes Kreuz aus dem frühen 17. Jahrhundert.
  - Silan. Schönes Beispiel eines rechteckigen Kirchenschiffs mit Arkaden und Glockenturm aus dem Jahr 1859. Der Hauptaltar ist klassizistisch mit Rokoko-Elementen. Es besitzt ein silbernes Kreuz, das 1697 von Diego Lopez de Lobera geschaffen wurde.
  - Kapelle St. Tirso. Es hat einen rechteckigen Grundriss und wurde Ende des 18. Jahrhunderts erbaut.
  - Kirche von Burgo. Es hat schöne klassizistische barocke Altarbilder.
  - Kleine Kapellen. Sie sind in gutem Zustand und werden einmal im Monat genutzt. Einige der interessantesten sind die von Casateita, As Cuiñas und Xestosa.[7]

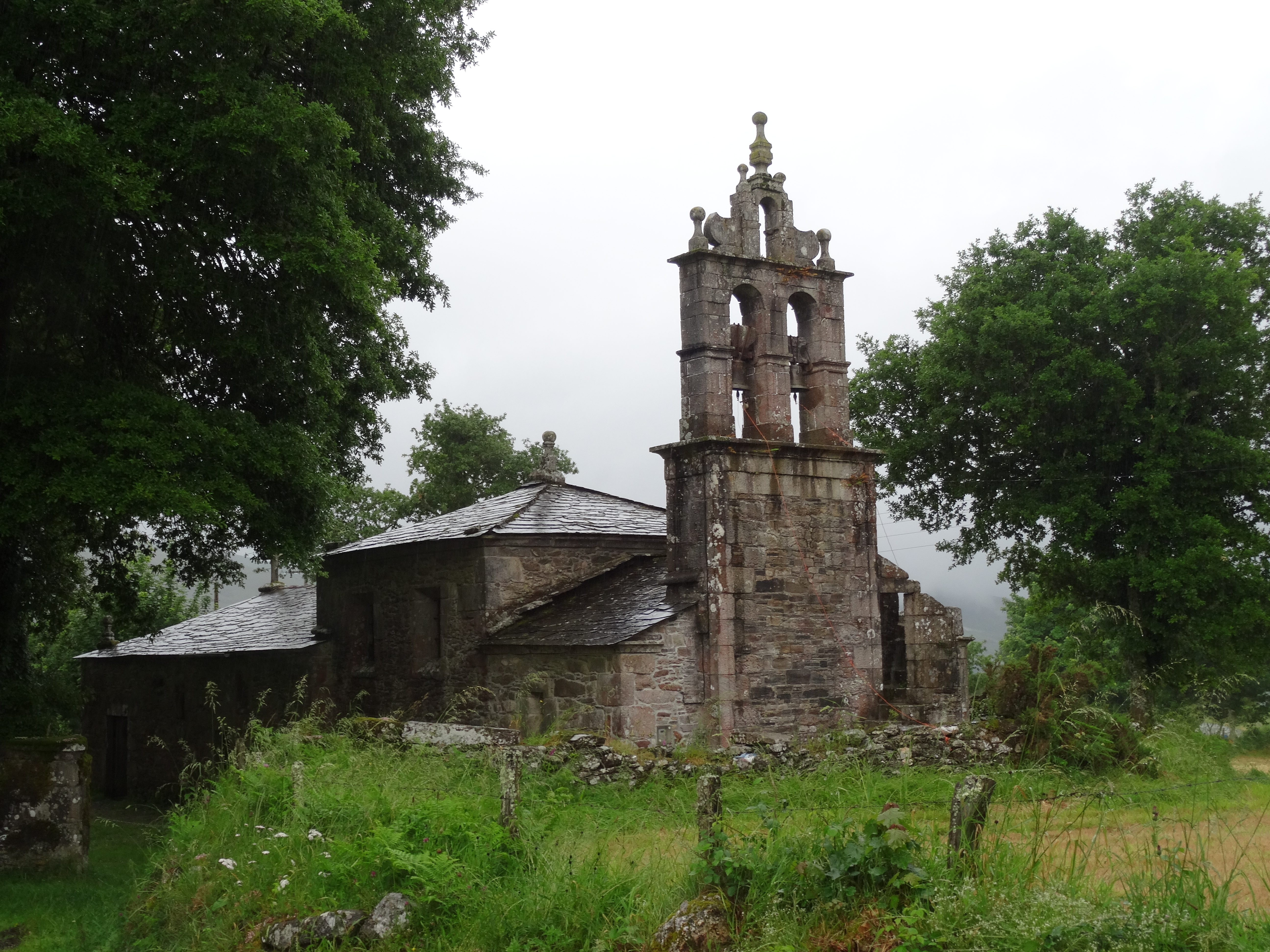
Santa María da Balsa
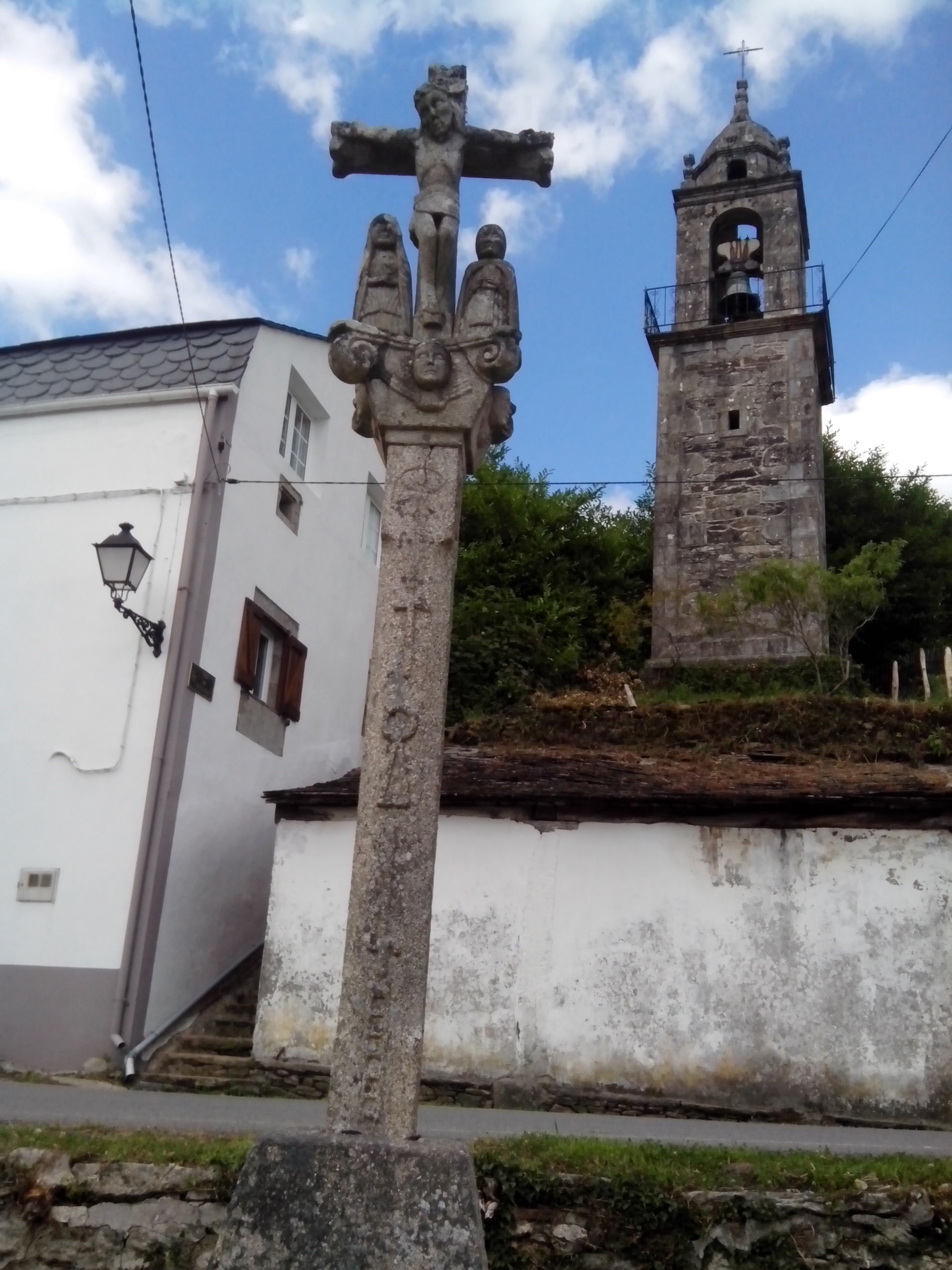
Kreuz und Glockenturm von San Pedro de Muras
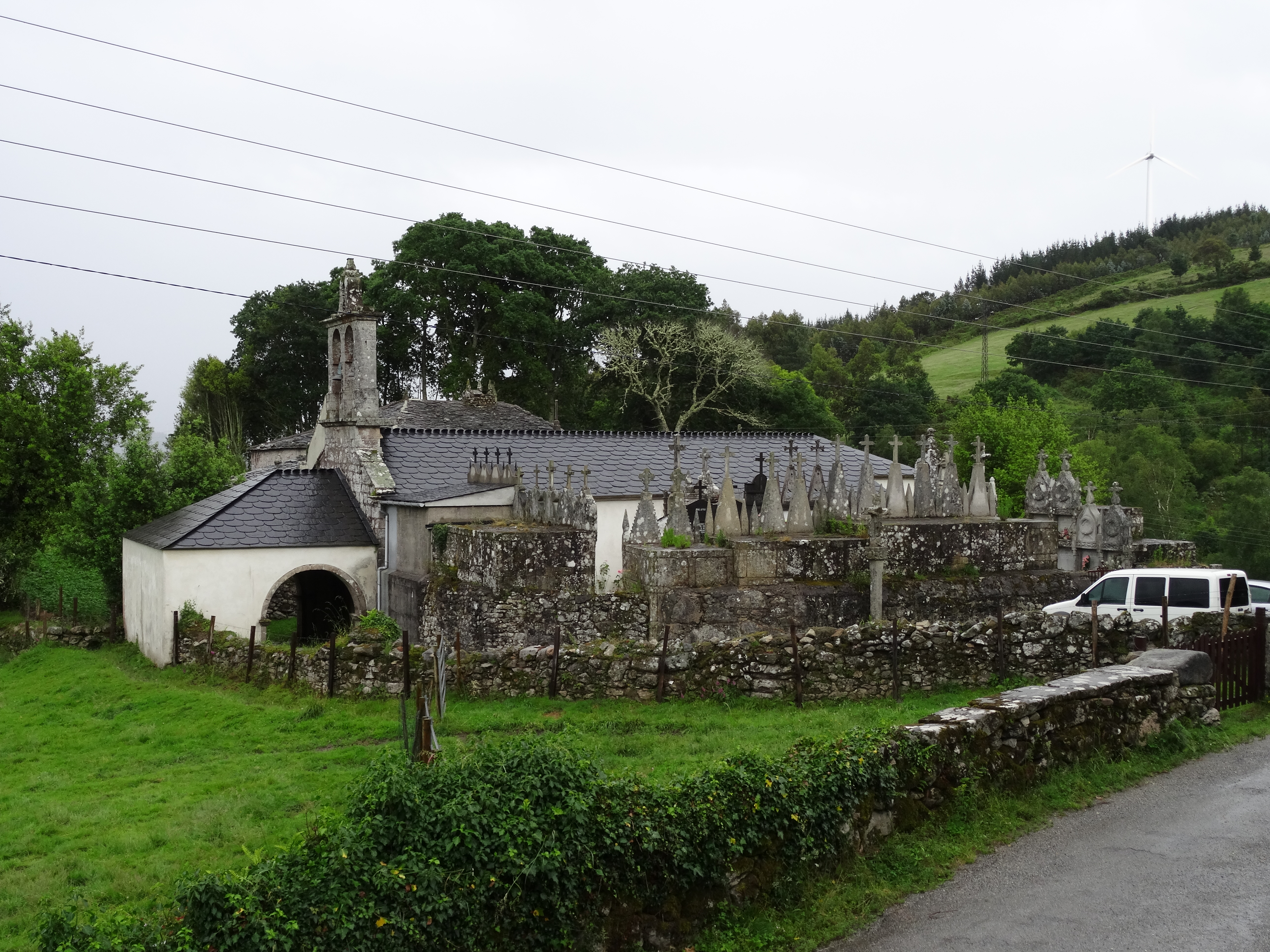
Kirche von Silan
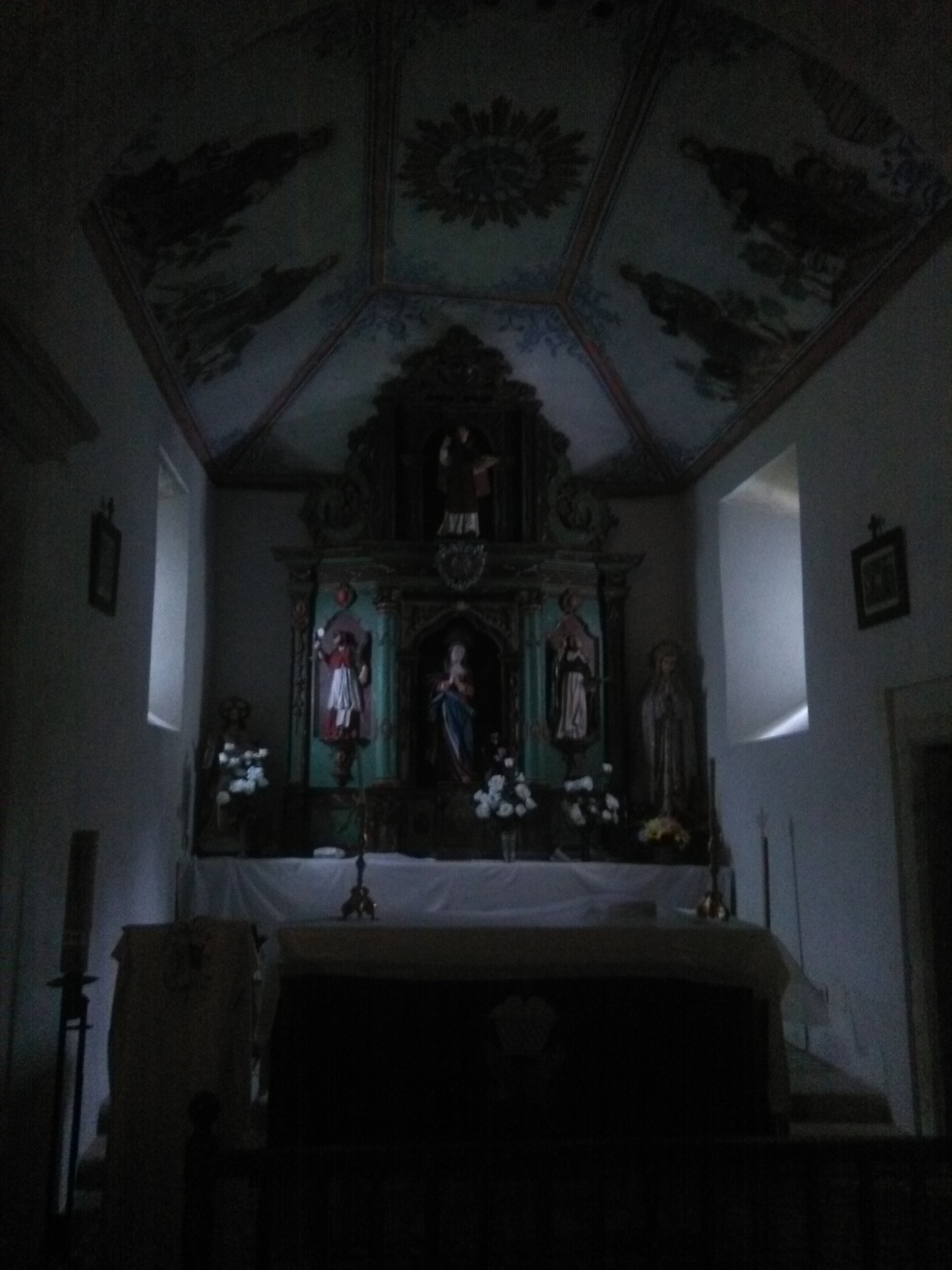
Hauptaltar der Kirche von Silan
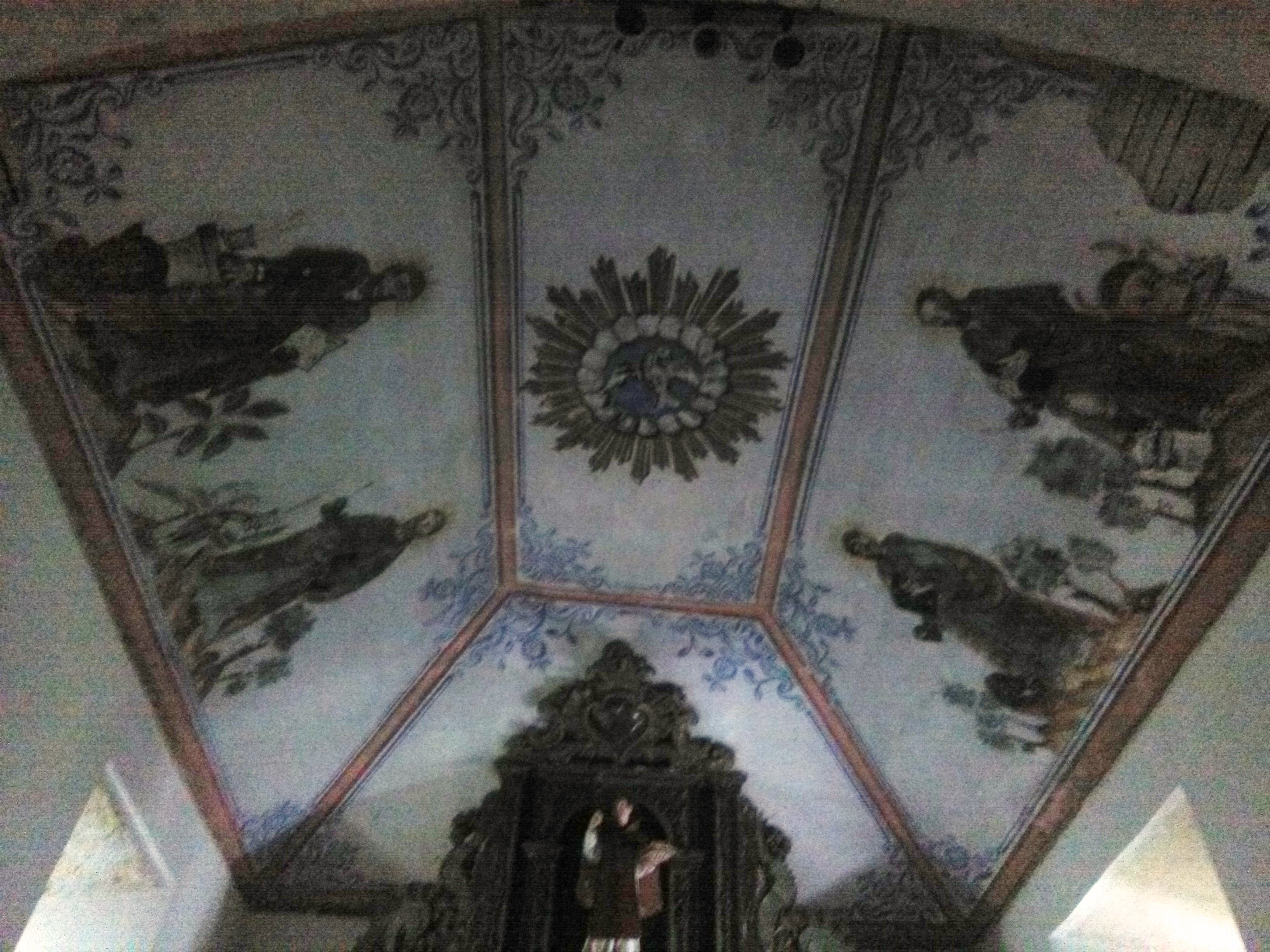
Deckenmalerei
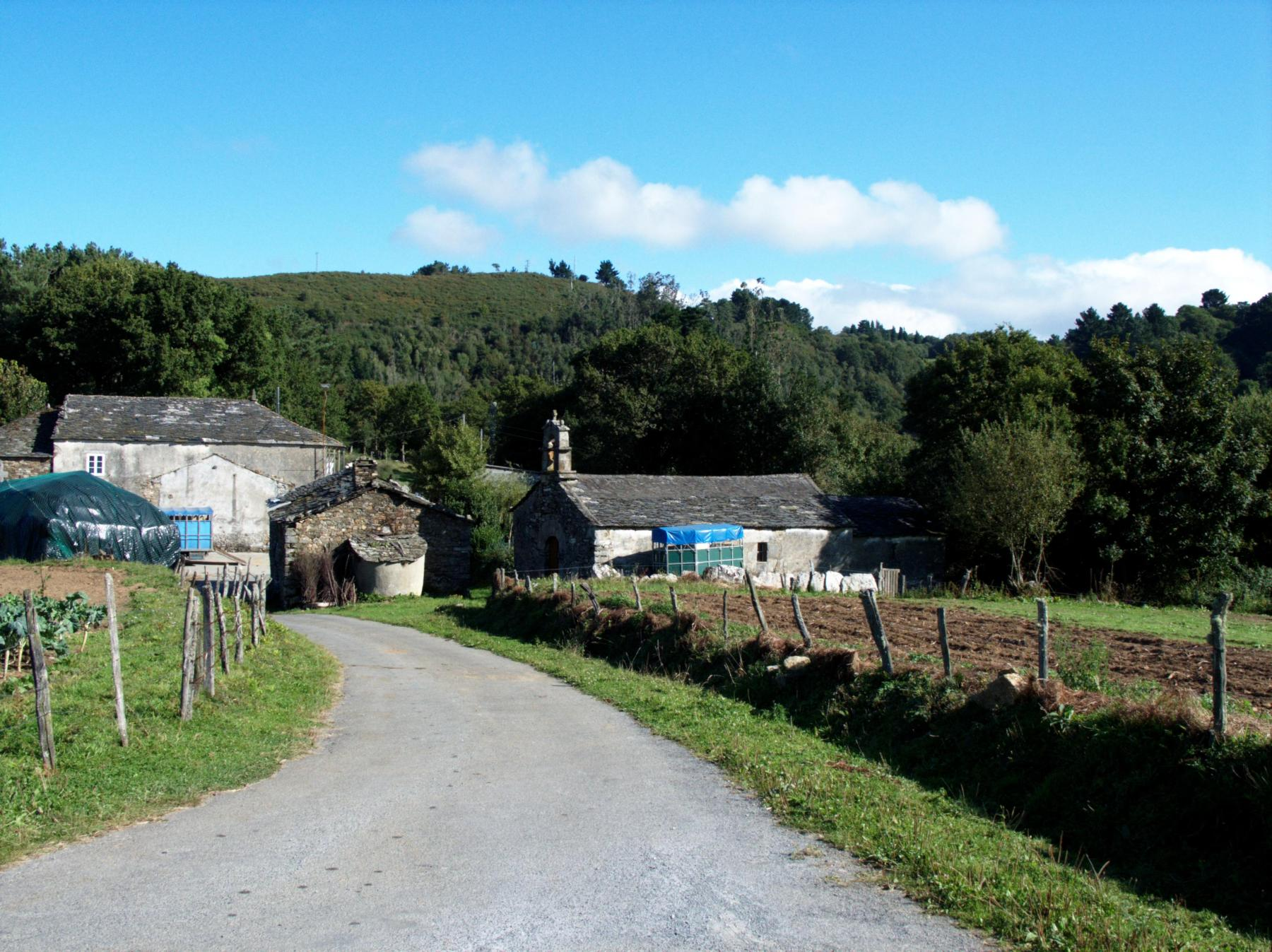
Kapelle in Silan

## Wirtschaft
| Ackerbau, Viehzucht und Fischerei                                                  | 060 | 028,04 |
| Industrie                                                                          | 053 | 024,77 |
| Bauwirtschaft                                                                      | 013 | 06,07  |
| Dienstleistungsbetriebe                                                            | 088 | 041,12 |
| Total                                                                              | 214 | 100,00 |
| * Daten aus dem Statistischen Amt für Wirtschaftliche Entwicklung in Galicien, IGE |     |        |

## Verkehr
Die Gemeinde liegt fernab von Fernverkehrsstraßen. Die Provinzstraße LU-540 stellt im Süden die Verbindung an die Autobahn AG-64 her, im Norden an die Nachbargemeinde Ourol.